# Peter May (escritor)
Peter May (20 de dezembro de 1951) é um roteirista de televisão escocês, escritor de ficção policial.  Os livros dele venderam mais de dois milhões de cópias no Reino Unido e vários milhões internacionalmente. Ele possui cidadania francesa.

## Biografia
Peter May nasceu em Glasgow. Desde muito jovem tinha a intenção de se tornar romancista, mas seguiu a carreira de jornalista como forma de começar a ganhar a vida escrevendo. Ele fez sua primeira tentativa séria de escrever um romance aos 19 anos, que foi lido por Philip Ziegler, que lhe escreveu uma carta de rejeição muito encorajadora. Aos 21 anos, ele ganhou o Fraser Award e foi nomeado Jovem Jornalista do Ano da Escócia. Ele passou a escrever para The Scotsman e Glasgow Evening Times . Aos 26 anos, o primeiro romance de May, The Reporter, foi publicado. May foi convidado a adaptar o livro como uma série de televisão para a rede de televisão britânica BBC, e deixou o jornalismo em 1978 para começar a escrever em tempo integral para a televisão.
O romance The Reporter, tornou-se a série de televisão de 13 partes do horário nobre intitulada The Standard em 1978. May passou a criar outra grande série de TV para a BBC, Squadron, um drama envolvendo um esquadrão de desdobramento rápido da RAF. Durante seu tempo trabalhando na televisão, May escreveu os romances Hidden Faces (1981) e The Noble Path (1992), e em 1996 ele deixou a televisão para escrever romances.

### Cidadania francesa
Em abril de 2016, depois de 15 anos vivendo em tempo integral na França e com uma conexão que remonta a mais de 40 anos, May foi designado como cidadão francês em uma cerimônia de naturalização

## Obras

### Trilogia Lewis
1. The Blackhouse (2011) em Portugal: A Casa Negra (Marcador, 2014)
2. The Lewis Man (2012) em Portugal: Um Homem Sem Passado (Marcador, 2015)
3. The Chessmen (2013) em Portugal: O Último Peão (Marcador, 2021)

### The Enzo Files
- Extraordinary People (2006)
- The Critic (2007)
- Blacklight Blue (2008)
- Freeze Frame (2010)
- Blowback (2011)
- Cast Iron (2017)
- The Night Gate (2021)

### The China Thrillers
- The Firemaker (1999)
- The Fourth Sacrifice (2000)
- The Killing Room (2001)
- Snakehead (2002)
- The Runner (2003)
- Chinese Whispers (2004)
- The Ghost Marriage (2010)

### Livros isolados
- The Reporter (1978)
- Fallen Hero (1979)
- Hidden Faces (1981) em Portugal: O Homem Sem Cara (Marcador, 2021)
- The Noble Path (1992)
- Virtually Dead (2010)
- Entry Island (2014) em Portugal: A Ilha de Entrada (Marcador, 2016)
- Runaway (2015) em Portugal: Em Fuga (Marcador, 2017)
- Coffin Road (2016)
- I'll Keep You Safe (2018)
- A Silent Death (2020)
- Lockdown (2020) em Portugal: Lockdown - Inimigo Invisível (Marcador, 2020)